# Chaetostachydium
Chaetostachydium là một chi thực vật có hoa trong họ Thiến thảo (Rubiaceae).

## Loài
Chi Chaetostachydium gồm các loài: